# Émile Coutisson
Émile Coutisson, né le 21 avril 1832 à Bourganeuf (Creuse) et mort le 7 janvier 1900 à Bourganeuf, est un homme politique français.

## Biographie
Propriétaire terrien, il est conseiller général du canton de Bénévent-l'Abbaye de 1871 à 1900 et député de la Creuse de 1889 à 1893, siégeant à droite.

## Famille
- Armand Coutisson (1884-1945)[1], pilote de l'armée de l'air, né à Beaulieu-sur-Loire (département du Loiret), est issu d'une famille de Bourganeuf. Il est décédé en 1945 au camp de Langenstein-Zwieberge près de Buchenwald; une rue de cette commune lui doit son nom.

## Sources
- « Émile Coutisson », dans le Dictionnaire des parlementaires français (1889-1940), sous la direction de Jean Jolly, PUF, 1960 [détail de l’édition]